# Ischalis variabilis
Ischalis variabilis är en fjärilsart som beskrevs av W. Warren 1895. Ischalis variabilis ingår i släktet Ischalis och familjen mätare. Inga underarter finns listade i Catalogue of Life.